# David Duke Jr.
David Duke Jr. (Rhode Island, 13 de outubro de 1999) é um jogador norte-americano de basquete profissional que atualmente joga no Brooklyn Nets da National Basketball Association (NBA) e no Long Island Nets da G-League.
Ele jogou basquete universitário em Providence College.

## Carreira no ensino médio
Duke cresceu em Providence, Rhode Island, jogando futebol, futebol americano e praticando atletismo. Ele não se concentrou no basquete até o ensino médio. 
Como um calouro na Classical High School, Duke tinha 1,68 m de altura. Ele cresceu para 1,85 m e se juntou à equipe do time do colégio em sua segunda temporada. Em seu terceiro ano, ele teve média de 15 pontos e levou seu time ao título estadual da Divisão 1. Após a temporada, Duke foi transferido para a Cushing Academy em Ashburnham, Massachusetts, e repetiu seu terceiro ano devido à reclassificação.
Ele ajudou sua equipe a ganhar o título de classe AA do New England Preparatory School Athletic Council (NEPSAC). Em seu último ano, Duke teve médias de 17 pontos, cinco rebotes e quatro assistências e ajudou Cushing a alcançar as semifinais da Classe AA da NEPSAC. 
Um recruta de quatro estrelas, ele se comprometeu a jogar basquete universitário em Providence College.

## Carreira universitária
Em sua primeira temporada em Providence, Duke imediatamente se tornou o armador titular do time mas acabou indo para a reserva no final da temporada. Como calouro, ele teve médias de 7,1 pontos, 2,6 rebotes e 2,1 assistências. Em 18 de janeiro de 2020, Duke marcou 36 pontos em uma derrota de 78-74 para Creighton.
Em seu segundo ano, ele teve médias de 12 pontos, 4,2 rebotes, 3,1 assistências e 1,5 roubos de bola, acertando 42% dos arremessos de três pontos. 
Em seu terceiro ano, Duke teve médias de 16,8 pontos, 6,3 rebotes e 4,8 assistências e foi nomeado para a Segunda Equipe da Big East. Após a temporada, Duke se declarou para o draft da NBA de 2021.

## Carreira profissional
Depois de não ter sido selecionado no Draft de 2021, Duke assinou com o Brooklyn Nets em 8 de agosto de 2021. Em 16 de outubro, seu acordo foi convertido em um contrato de mão dupla. Sob os termos do acordo, ele dividiria o tempo entre os Nets e seu afiliado da NBA G League, o Long Island Nets.

## Carreira na seleção
Duke representou os Estados Unidos nos Jogos Pan-americanos de 2019 no Peru. Ele ajudou sua equipe a ganhar a medalha de bronze e registrou 16 pontos, quatro assistências e três roubos de bola na derrota por 114-75 para a Argentina nas semifinais.

## Estatísticas da carreira

### NBA

#### Temporada regular
| Ano     | Equipe   | PJ | PT | MPJ  | AP   | 3P   | LL   | RT  | AS | BR | TO | PPJ |
| ------- | -------- | -- | -- | ---- | ---- | ---- | ---- | --- | -- | -- | -- | --- |
| 2021–22 | Brooklyn | 22 | 7  | 15.5 | .361 | .243 | .810 | 3.0 | .8 | .6 | .3 | 4.7 |

### Universitário
| Ano      | Equipe     | PJ | PT | MPJ  | AP   | 3P   | LL   | RT  | AS  | BR  | TO | PPJ  |
| -------- | ---------- | -- | -- | ---- | ---- | ---- | ---- | --- | --- | --- | -- | ---- |
| 2018–19  | Providence | 34 | 34 | 24.7 | .387 | .297 | .689 | 2.6 | 2.1 | .7  | .3 | 7.1  |
| 2019–20  | Providence | 31 | 31 | 32.2 | .409 | .420 | .793 | 4.2 | 3.1 | 1.5 | .4 | 12.0 |
| 2020–21  | Providence | 26 | 26 | 37.1 | .387 | .389 | .792 | 6.3 | 4.8 | 1.2 | .3 | 16.8 |
| Carreira | Carreira   | 91 | 91 | 31.3 | .394 | .368 | .758 | 4.3 | 3.3 | 1.1 | .3 | 11.9 |

## Vida pessoal
Duke é filho de David e Sharon Duke e tem dois irmãos, Sean e Jordan. Ele é descendente da Libéria.